# Me niegas
«Me niegas» es una canción de los cantantes Baby Rasta & Gringo. Se lanzó el 26 de marzo de 2013 como sencillo principal de su tercer álbum de estudio titulado Los cotizados.

## Vídeo musical
El video musical fue grabado en 2013 en el Colegio María Auxiliadora en Carolina,Puerto Rico.Pero publicado en Youtube el 10 de julio de 2013 por el canal de los cantantes con el cual que lograron impulsar más a la canción, con el que lograron superar los 180 millones de visitas en Youtube hasta julio de 2015.

## Versiones
Cuenta con una remezcla con los cantantes Ñengo Flow y Jory, la cual fue lanzada el 4 de diciembre de 2013 con un video musical. También contó con una versión en mambo, lanzada el 4 de septiembre de 2013.